# おはようラジオワイド
『おはようラジオワイド』は、NHKラジオ第1放送で1997年4月1日から1999年3月31日まで放送されたラジオ番組である。

## 放送時間
- 月曜日〜土曜日 5:00 - 8:55
- 日曜日 5:00 - 7:55

## 出演者
平日
- 中村宏（1997年4月〜1998年3月）
- 遠田恵子（1997年4月 - 1998年3月）
- 野口博康（1998年3月 - 1999年3月）
- 堀内由香（1998年3月 - 1999年3月）

土曜日・日曜日
- 関野武